# Параміта
Параміта  — це чесноти або досконалості, яких необхідно досягти, щоб очистити карму і жити безперешкодним життям на шляху до бодхісаттви (просвітлення). 

## Етимологія
Слово «парамита» походить з палійської мови і складається з префікса «парам» (para), що вказує на досягнення, та слова «міта» (mita), що перекладається як «ціль» або «вимір».

## Погляди
| Чесноти    | щедрість | чесність | терпимість | мудрість | зусилля | доброта | зречення  | рішучість  | щирість | незворушність |
| ---------- | -------- | -------- | ---------- | -------- | ------- | ------- | --------- | ---------- | ------- | ------------- |
| 10 pāramī  | dāna     | sīla     | khanti     | prajñā   | virjá   | metta   | nekkhamma | adhitthana | sacca   | upekkhā       |
| 6 pāramitā | dāna     | sīla     | kshanti    | prajñā   | virja   | dhyana  | -         | -          | -       | -             |

У буддизмі теравади існує десять духовних досконалостей, відомих як 10 pāramī, які мають практикуватися на шляху до просвітлення. Натомість у махаянській традиції ці чесноти згруповано та систематизовано в шість основних параміт або pāramitā. Ця відмінність виникла через різні акценти в філософіях двох традицій, а також через процес узагальнення та консолідації споріднених якостей у махаянському вченні. Попри різницю у формулюваннях, обидва набори чеснот залишаються фундаментальними для духовного розвитку послідовників відповідних буддійських шкіл.

### Магаяна
У Магаяні набагато більший акцент робився на парамітах як на основі навчання. Тому махаяна іноді називається парамітаяна. Параміти Магаяна відповідають бгумі, стадіям, які повинен пройти бодгісаттва на шляху до досконалості. На кожному з цих етапів бодгісаттва практикує одну з параміта.

### Тгеравада
У найдавніших буддійських текстах (об'єднаних у Суттапітаці, Маджджхіма Нікаї, Діга Нікаї, Сахютта Нікаї та Аґуттара Нікаї) існує лише один шлях до пробудження (ніббани) — Благородний Вісімковий Шлях. У ній обговорюються різні парамі, але лише окремо, а не як послідовний ряд, що веде до просвітленого розуміння.
Тексти, додані пізніше до канону Палі або Тіпітаки, такі як Джатаки, Ападани, Буддхавамса, Каріяпітака, Петакопадеса та постканонічні коментарі, розглядають їх як послідовний шлях. Кроки послідовності часто ілюструються розповідями про розвиток Будди впродовж його минулих життів. У кожному з цих життів, згідно з цими історіями, він удосконалював один з парамісів.